# Livigno
Livigno est une commune de la province de Sondrio, dans la région Lombardie, en Italie.

## Géographie

### Situation

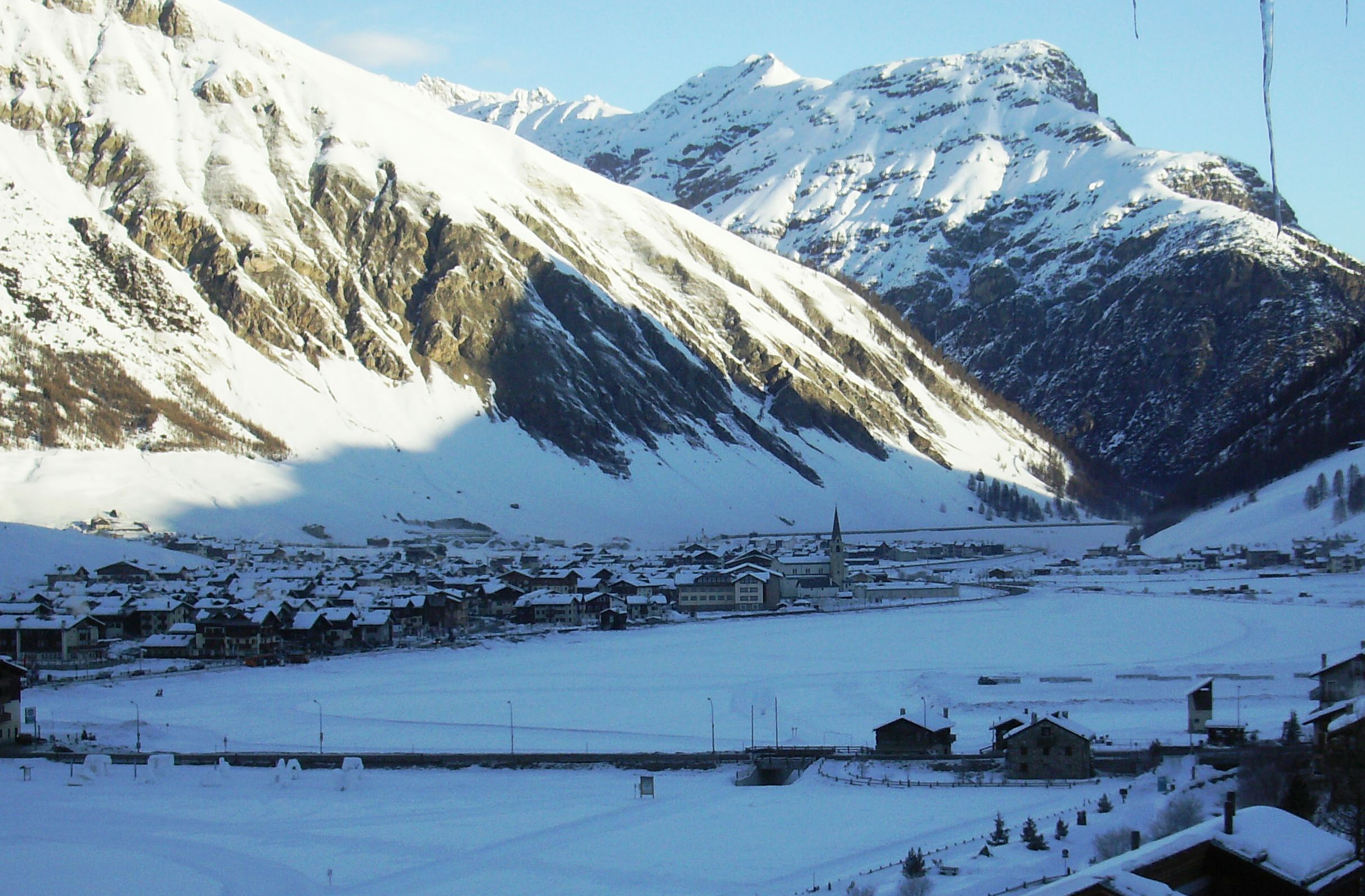
Vue matinale de Livigno et la vallée du Spöl sous la neige.

Livigno est une commune de la haute vallée de la Valteline située à environ 1 800 m d'altitude, au pied de la chaîne de Livigno.
La rivière traversant Livigno s'appelle Aqua Granda (ou Akua Granda) et également Spöl, même si la rivière prend ce nom après avoir franchi la frontière suisse. C'est une des seules rivières d'Italie coulant (via l'Inn) vers le Danube, avec la Drave.
Le Spöl coule sur la première moitié de son parcours dans la vallée de Livigno et sur l’autre moitié dans l’Engadine, en Suisse. Le passage du Spöl dans la vallée très étroite et escarpée a toujours été difficile d'accès et explique l'isolement relatif qu'a subi Livigno dans le passé. Les deux autres entrées sont des cols de haute altitude.
Trepalle, frazione dans la commune de Livigno, est considéré comme le second plus haut des villages habités des Alpes (2 250 m), derrière Juf (Suisse, Grisons) et devant Saint-Véran (église située à 2 042 m) (France, Hautes-Alpes).
L'église de Trepalle est probablement la plus élevée des Alpes (2 079 m d'altitude), mais pas d'Europe (puisque Oushgouli, dans le Caucase, a également une église).
Une partie de l'ancien village a été complètement détruite dans les années 1960 afin de permettre l'aménagement du lac formé par le barrage hydro-électrique suisse, à ne pas confondre avec le barrage du Val di Lei dont les eaux sont les seules d'Italie dans ce cas-ci à se jeter dans la mer du Nord.

## Accès
Le col de Foscagno (normalement maintenu ouvert toute l'année) (SS301) est le seul accès routier de Livigno au territoire italien. Les autres accès routiers, qui mènent vers les Grisons en Suisse, sont le col de Livigno (praticable uniquement en été) au sud et le tunnel de Munt La Schera (alternée dans un sens, et à péage) au nord.

### Hameaux
Trepalle.

### Communes limitrophes
Pontresina, Poschiavo, S-chanf, Valdidentro, Zernez, Zuoz.

## Climat
Le climat de Livigno est typiquement alpin, avec des hivers relativement longs et des étés courts et frais. Les étés (en fonction des conditions météorologiques) prolongent le printemps qui arrive après la mi-avril et se fondent avec l’automne, qui commence généralement les premiers jours de septembre. Pendant les périodes de froid les plus intenses, le thermomètre peut chuter sous −20 °C, avec un record jusqu'à −38 °C. Pendant les jours d'été les plus chauds, la température ne dépasse généralement pas 25 °C. Le soleil est toujours clair et intense avec un ciel dégagé dans cette région élevée.

## Société

### Évolution démographique
Habitants recensés

## Économie

### Zone franche

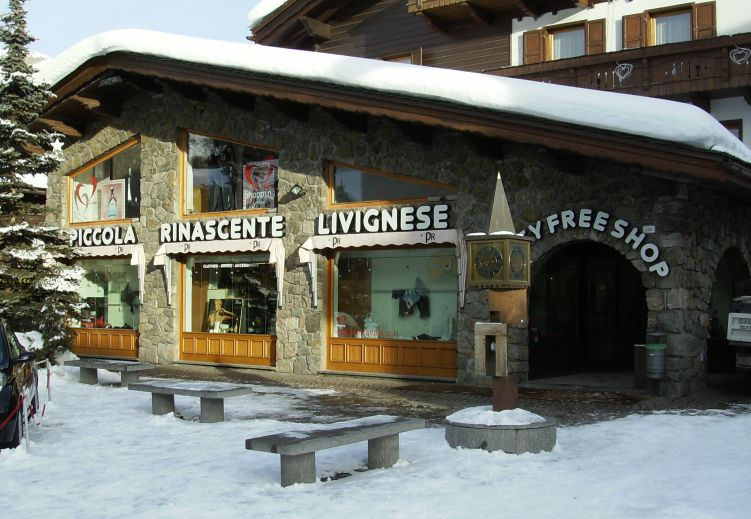
Les magasins de marchandises détaxées sont omniprésents à Livigno.

La commune de Livigno a un statut particulier et, de ce fait, est exemptée de certaines taxes étatiques telles que la TVA. Ce statut (similaire également à celui de la commune suisse de Samnaun, à la frontière autrichienne), a favorisé le développement du tourisme dès la fin des années cinquante. L’existence d’une zone franche est le résultat des dérogations particulières que la communauté locale a réussi à obtenir du comté de Bormio, ceci dès 1538, avantages qui ont été reconduits par des règlements et des conventions tout au cours des XIXe et XXe siècles.
Les prix des marchandises vendues à Livigno sont comptés sans TVA. Celui qui va à Livigno trouvera avantageux d’acheter du tabac, du sucre et de l’alcool, mais il devra rester dans les limites autorisées par les douanes. Se ravitailler en carburant est également très avantageux : il est possible de sortir seulement le carburant contenu dans les réservoirs des véhicules et même dans des jerricans homologués d’une capacité qui ne dépasse pas 10 litres, sous peine de sanctions sévères.
Livigno est exclu du champ d’application du régime de la TVA intracommunautaire.
La raison principale de la création de la zone franche a été, à l’origine, l’isolement qui a longtemps caractérisé cette localité. Il suffit de penser que, jusqu’à l’hiver 1952/1953 (année de l’ouverture en hiver du col de Foscagno) la communauté de Livigno restait complètement privée de toutes communications avec le reste du monde pendant tout l’hiver jusqu’au dégel, à la fin du printemps. Aujourd'hui encore, le col de Foscagno est le seul accès routier de Livigno au territoire italien.

### Tourisme
En hiver, de nombreuses personnes rejoignent la station pour passer des vacances à la neige. Les installations touristiques hivernales sont nombreuses. Livigno bénéficie de conditions d'enneigement optimales grâce à son altitude. Les remontées mécaniques sont divisées en deux zones distinctes, le Mottolino et le Carosello 3000, chacun placé sur un côté différent de la vallée, avec des projets d’unification et de connexion entre les deux.
Pendant la saison estivale, de nombreux vacanciers profitent de la zone extra-douanière pour faire du shopping ou qui, attirés par l’altitude du lieu, quittent les villes chaudes et étouffantes pour se réfugier dans le climat frais de Livigno. Cet endroit est en fait également appelé petit Tibet, en raison de ses caractéristiques géomorphologiques, qui sont en partie similaires à celles de l'Himalaya : Livigno est en fait un plateau entouré de montagnes au cœur des Alpes rhétiques. Le nom petit Tibet a été attribué par l'auteur de légendes et de contes Alfredo Martinelli en 1967 dans sa publication Livigno piccolo Tibet.

## Culture

### Ghibinèt
Le terme Ghibinèt (probablement de l'allemand Gabe Nacht) fait référence à l'épiphanie de Livigno et de la haute Valteline. Ce festival est également célébré à Valle Camonica. Les enfants entrent dans les maisons en disant : « Bondì, ghibinèt ! » et les gens leur offrent des bonbons et des petits cadeaux.

### Carnaval
Le carnaval de Livignasco suit la tradition occidentale : il est animé par des charrettes allégoriques, des masques, des jeux populaires, et des compétitions compétitives.

### Agriculture
Les rendez-vous sont variés à l’automne : la fête patronale du 8 septembre, la transhumance des cabanes aux écuries de la ville, le marchè di venciun le 21 septembre, le salon du bétail, le rassemblement de chèvres mi-octobre et la fête de l'agriculture à la fin de la saison paysanne.

## Monuments et lieux d'intérêt
Le musée de Livigno et Trepalle, ouvert depuis le 22 décembre 2015, présente un matériel ethnographique qui raconte les racines rurales de Livigno et de Trepalle et la dynamique qui a conduit au présent. Le bâtiment date de la fin du XVIIIe siècle et présente quelques éléments typiques des maisons traditionnelles de Livigno, tels que le sc'tua, la cuisine avec le foyer et la salle de traitement du lait, mais aussi des caractéristiques spéciales, telles que amplitude considérable (répartie sur quatre étages) et l'utilisation massive de la pierre par rapport au bois traditionnel.

## Administration
| Période                                  | Période     | Identité                   | Étiquette     | Qualité |
| ---------------------------------------- | ----------- | -------------------------- | ------------- | ------- |
| 27 avril 1997                            | 12 mai 2001 | Flavio Caoti               | Liste civique |         |
| 13 mai 2001                              | 14 mai 2011 | Attilio Lionello Silvestri | Liste civique |         |
| 15 mai 2011                              | En cours    | Damiano Bormiolini         | Liste civique |         |
| Les données manquantes sont à compléter. |             |                            |               |         |

## Sport

### Cyclisme

#### Tour d'Italie
| Edition | Etape | Départ                    | Distance (km) | Vainqueur de l'étape | Maillot rose     |
| ------- | ----- | ------------------------- | ------------- | -------------------- | ---------------- |
| 1972    | 16e   | Parabiago-Livigno         | 256           | Eddy Merckx          | Eddy Merckx      |
| 2005    | 14e   | Egna-Livigno              | 210           | Iván Parra           | Paolo Savoldelli |
| 2024    | 16e   | Manerba del Garda-Livigno | 222           | Tadej Pogačar        | Tadej Pogačar    |

#### VTT cross-country
En 2005, Livigno a accueilli les championnats du monde de VTT cross-country.

### Échecs
En septembre 2012 à Livigno, la troisième édition du prestigieux tournoi international d'échecs (Livigno Chess Open) a été organisée par le club d'échecs « Amos Cusini » et a attiré des joueurs d'échecs du monde entier. Le vainqueur du tournoi en 2010 était le grand maître russe Igor Naumkin, en 2011 le grand maître russe Sergej Volkov et en 2012 le grand maître italien Alberto David.

### Running
Chaque année, en juillet, la ville accueille le Stralivigno, une course de running de 21 km.

### Ski
Reconnue comme une destination de ski, Livigno accueille de nombreux clubs dédiés au ski acrobatique, dont Simone Mottini est le représentant.

### Jeux olympiques d'hiver de 2026
Livigno accueillera les épreuves de snowboard et de ski acrobatique des Jeux olympiques d'hiver de 2026, à Mottolino et Carosello 3000.

## Personnalités
- Giorgio Rocca, champion de ski ;
- Katia Zini, championne de patinage de vitesse sur piste courte ;
- Mara Zini, championne de patinage de vitesse sur piste courte ;
- Gianluigi Galli, connu sous le nom d'Italien volant, a pris part à 66 rallyes entre 1998 et 2008.